# 라두
라두(힌디어: लड्डू)는 벵골콩 등의 가루, 기, 재거리 등으로 달콤하게 만든 동글동글한 남아시아 음식이다. 결혼식 등의 경조사나 락샤 반단, 디왈리 등 명절 때도 즐겨 먹는다.

## 만들기
벵골콩 등의 가루나 견과류, 코코넛 등을 기에 볶은 뒤 재거리 시럽을 넣어 뭉쳐 동글동글하게 빚어 만든다.

## 종류
- 나리얄 라두(नारियल लड्डू): 코코넛 라두이다.
- 베산 라두(बेसन लड्डू): 벵골콩가루 라두이다.
- 수지 라두(सूजी लड्डू)/라바 라두(रवा लड्डू): 세몰리나 라두이다.
- 분디 라두(बूंदी लड्डू): 분디로 만든 라두이다.
- 틸 라두(तिल लड्डू): 참깨 라두이다.

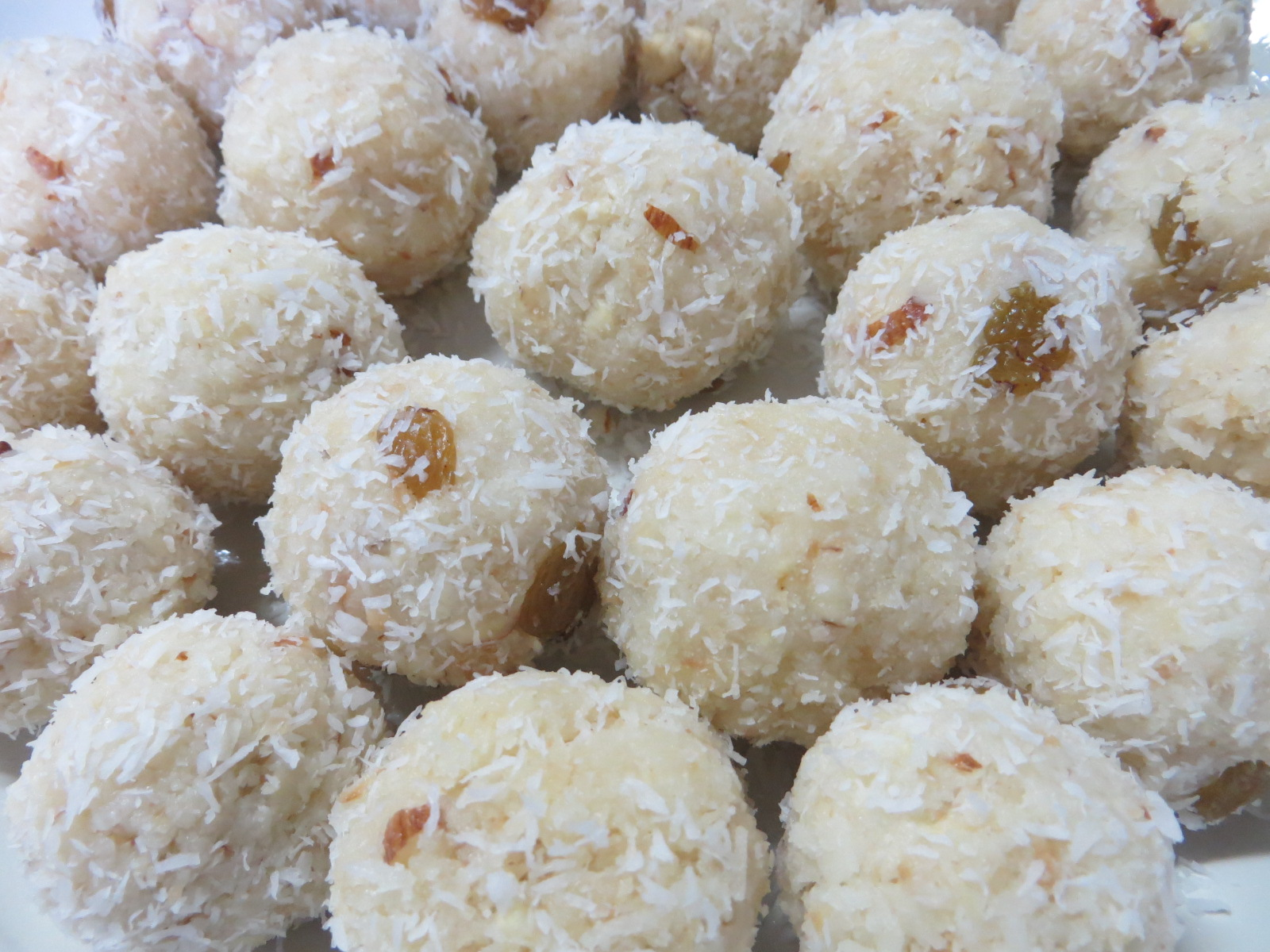
나리얄 라두
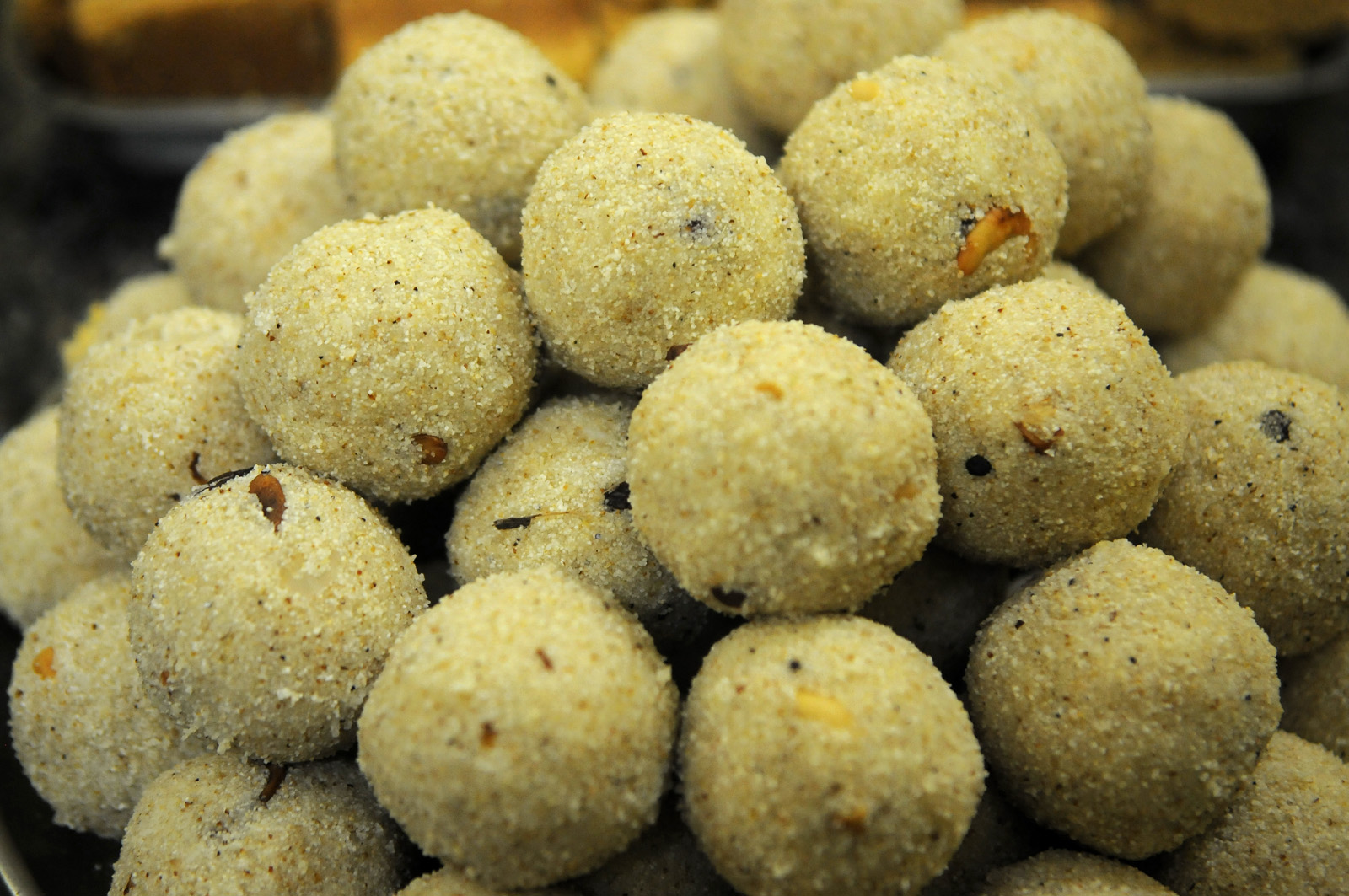
라바 라두
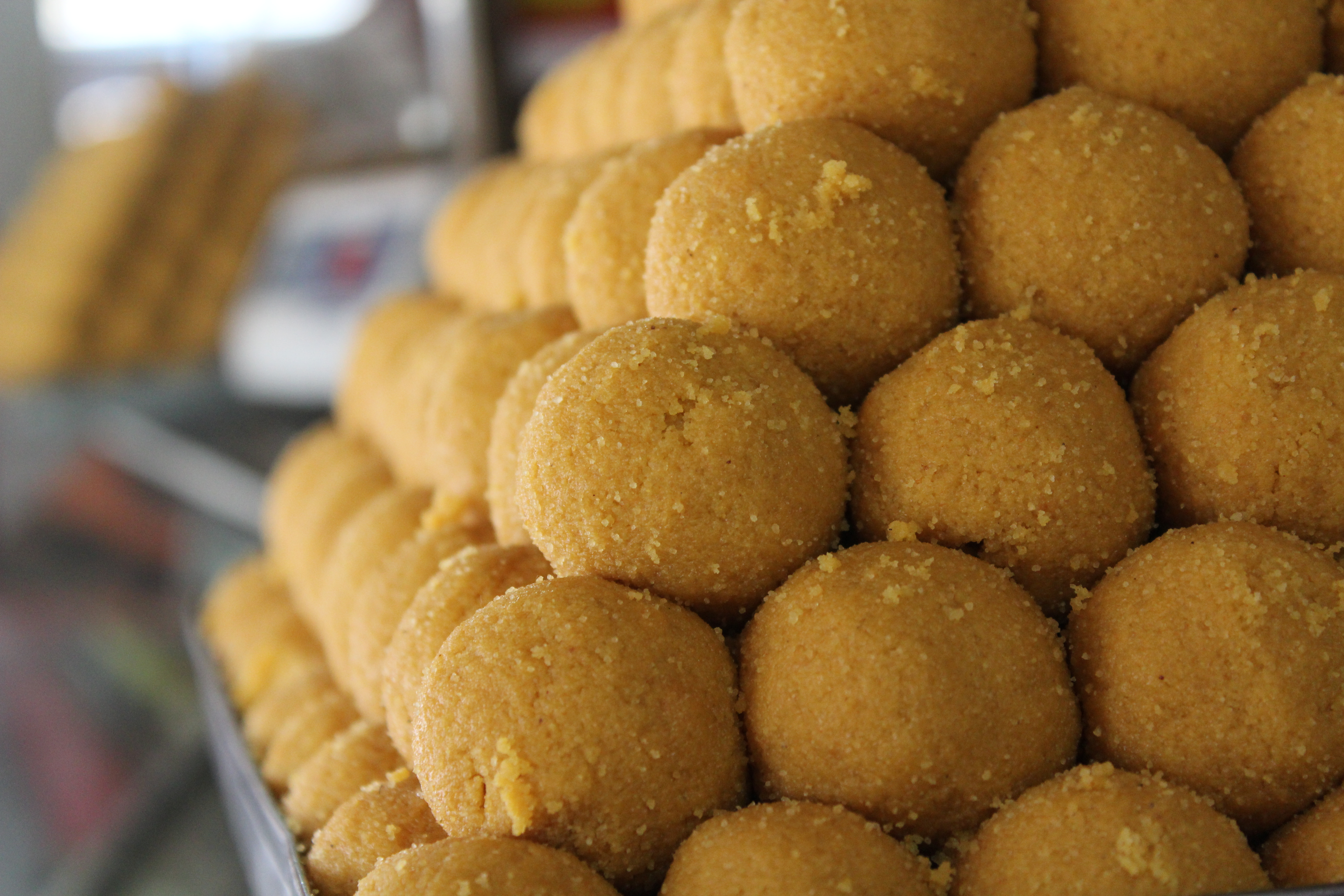
베산 라두
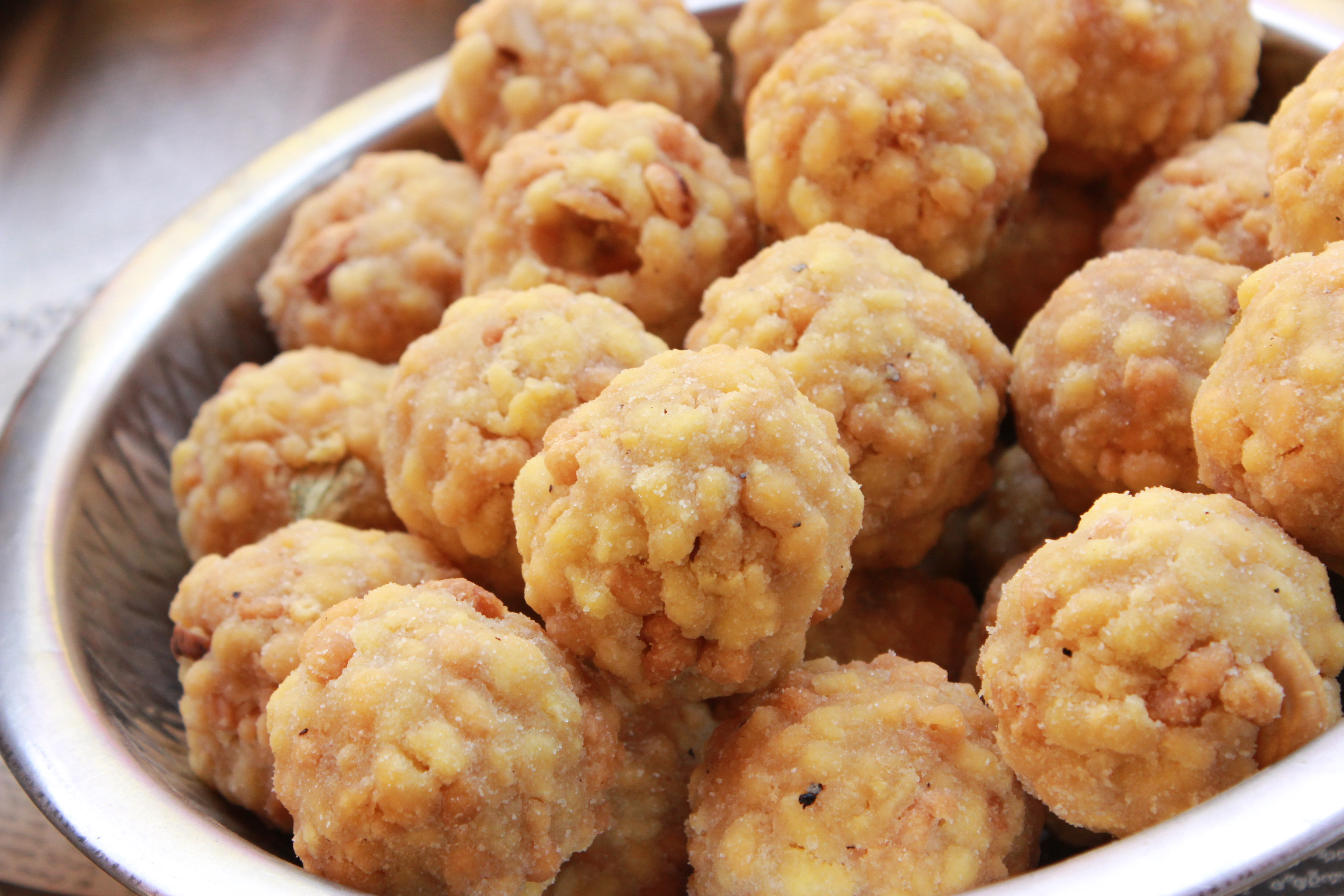
분디 라두
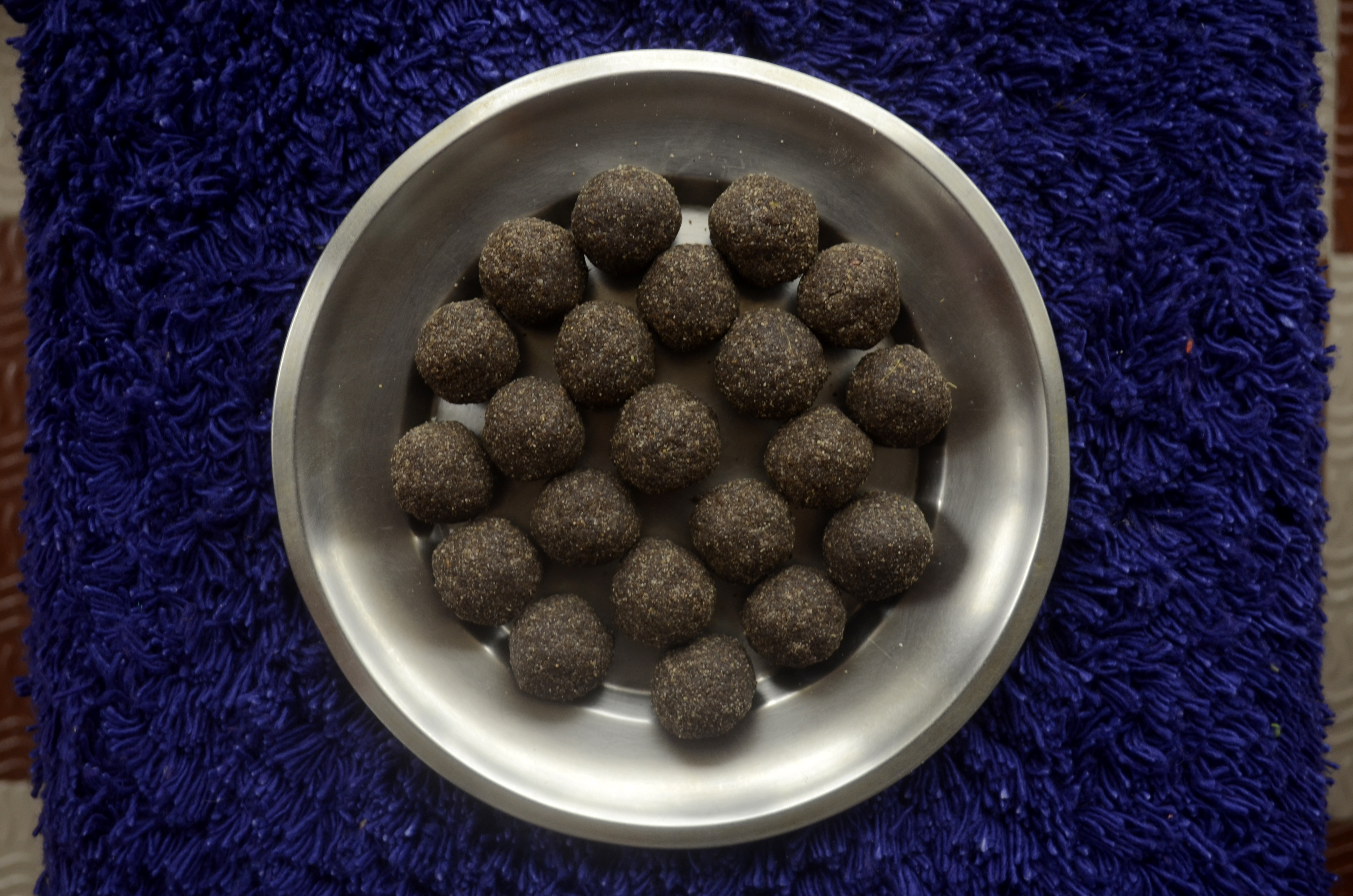
틸 라두